# Jörg Bastuck
Jörg Bastuck (1969. szeptember 4. – 2006. március 24.) német rali-navigátor.

## Pályafutása
Pályafutását 1988-ban pilótaként kezdte, majd évekkel később lett navigátor. A 2002-es német ralin debütált a rali-világbajnokság mezőnyében, Lars Mysliwietz navigátoraként. A 2006-os katalán ralin Aaron Burkartal, a junior világbajnokság nevezőiként vettek részt. A verseny második szakaszán Aaron lecsúszott az útról. A baleset után, miközben Jörg kereket cserélt a sérült autón, megérkezett a brit Barry Clark, aki a pályának éppen ugyanazon a részén csúszott le az útról. Clark autója eltalálta a szervizelő Jörgöt, akit a baleset után mentőhelikopterrel kórházba szállítottak, ám az orvosok már nem tudták megmenteni az életét.